# Ole Krarup
Ole Krarup (født 17. marts 1935 i Aarhus, død 7. oktober 2017) var professor i retsvidenskab og forhenværende medlem af Europa-Parlamentet for Folkebevægelsen mod EU, tidligere folketingskandidat for Enhedslisten i 2007 og 2011, og advokat i en række principielle retssager.

## Baggrund
Ole Krarup var søn af Per Krarup (1906-1977), fætter til præsten og politikeren Søren Krarup, og sønnesøn af historikeren Alfred Krarup (1898-1942).[kilde mangler]
Krarup var uddannet cand.jur. fra Københavns Universitet i 1959.
Han var ansat i Indenrigsministeriet indtil 1961.
Han fik advokatbestalling med møderet for landsret i 1964.
Krarup boede i Helsingør.

## Retsvidenskabelige karriere
Krarup blev ansat på Københavns Universitet i 1964.
I 1969 blev han dr.jur. på afhandlingen Øvrighedsmyndighedens grænser og samme år professor i retsvidenskab.
1972-1983 var Krarup bestyrer af Retsvidenskabeligt Institut B.
På universitetet var han fagansvarlig for fagene forvaltningsret, statsret, arbejdsret og samfundsjura.
Han stod bag talrige bøger og artikler om juridiske emner.

## Politisk karriere
Ideologisk var Krarup gennem mange år marxist. Han var medlem af SF under Aksel Larsens folketingstid, men brød i 1968 ud af partiet og meldte sig ind i Venstresocialisterne, som han tilhørte indtil dannelsen af Enhedslisten.
Krarup blev første gang valgt til Europa-Parlamentet i 1994 og genvalgt i 1999 og 2004.
I parlamentet hørte han først til koordineringsgruppen Nationernes Europa, hvor han var næstformand.
Det var indtil 1996 hvor han blev løsgænger.
Han sluttede sig i 1997 til Gruppen af Uafhængige for Nationernes Europa og var i 2006 medlem af Forenede Europæiske Venstrefløj/Nordisk Grønne Venstre.
I Europa-Parlamentet var Krarup medlem af Udvalget om Retlige Anliggender og Borgernes Rettigheder og Budgetkontroludvalget samt en række delegationer, heriblandt Delegationen for Forbindelserne med Sydafrika.

## Ulykken i Frankrig og episoden i Helsingør
I oktober 2005 blev Krarup påkørt i Strasbourg mens han var på vej på cykel til parlamentet, og han blev straks indlagt på intensiv afdeling med et åbent kraniebrud og indre blødninger.
Ved årskiftet 2006/2007 overtog Søren Søndergaard hans plads i Parlamentet.
Krarup var kandidat for Enhedslisten i Nordsjælland til Folketingsvalget 2007 og Folketingsvalget 2011.
Under en paneldebat til Folketingsvalget 2011 i byrådssalen i Helsingør blev Krarup irettesat af borgmesteren Johannes Hecht-Nielsen pga højlydt tale, og folketingskandidaten Thomas Horn kommenterede hans opførsel. Krarup rejste sig, gik over til Horn og gav ham en lussing.
Enhedslisten beklagede episoden og Krarups familie forklarede hændelsen med mén som følge af hovedtraumet han pådrog sig ved trafikulykken 6 år tidligere i Frankrig. Som konsekvens for sin handling fik han ikke lov til igen at stille op for Enhedslisten, og han blev trukket ud af valgkampen i 2011, han undskyldte selv episoden, i den anledning skrev han:
| „ | Mit politiske engagement har aldrig tidligere ført til nogen form for personangreb. Jeg tilføjer, at min ubeherskede optræden har sammenhæng med uligevægt der udspringer af, at jeg har svært ved at udføre de alt for store arbejdsopgaver, jeg har påtaget og manglende erkendelse af, at jeg i min høje alder ikke kan overkomme opgaverne | “ |

Ved Krarup 80 års fødselsdag i marts 2015 hyldede Folkebevægelsen mod EU ham som "en af Folkebevægelsen mod EU’s helt store koryfæer" og skrev at "Han er og har altid været positivt, vidende, engageret og kritisk i alle sine foretagender og alle sine kampe."

## Retssager, hvor Ole Krarup har været involveret
- Lissabon-sagen (2010-2013) Sag mod Danmarks statminister og udenrigsminister med påstand om, at Danmarks tiltræden til Lissabontraktaten er sket i strid med Grundlovens § 20. Sagen blev den 28. oktober 2009 afvist fra domstolene, men Ole Krarup har på vegne sagsøgerne indbragt sagen for Højesteret, der traf afgørelse i sagen i 2013.
- Pia Kjærsgaard mod Karen Sunds om "racistiske synspunkter" (2003)
- Libertas mod Curt Sørensen (2001-2002)
- Sag mod statsminister Poul Nyrup Rasmussen om neutralitetspligt i forbindelse med folkeafstemninger (2001)
- Grundlovssagen (1998)
- Greenpeace klage til Naturklagenævnet om VVM, forurenet jord, Øresundsforbindelsen (1996)
- Christiania-dommen (1977-1978)

## Udgivelser
- Ole Krarup (1980), Arbejdsretten, Hans Reitzels Forlag, ISBN 87-412-3651-3, OL 3900479M, Wikidata  Q105762159
- Ole Krarup (1987), Den juridiske virksomhed, København: Hans Reitzels Forlag, ISBN 87-412-3956-3, OL 2076080M, Wikidata  Q105762169

Fuldstændig litteraturliste findes på
- Ole Krarups hjemmeside (per 10 Okt 2017 via web.archive.org/)